# Вентиляція шахти
Вентиляція шахти (рос. вентиляция шахты; англ. mine ventilation; нім. Grubenbewetterung) — система заходів, направлена на підтримку у всіх діючих гірничих виробках шахти атмосфери з параметрами, необхідними для ведення гірничих робіт.
Розрізняють вентиляцію загальношахтну, при якій повітря, що подається з поверхні, омиває основні виробки шахти, і вентиляцію місцеву.

## Забезпечення вентиляції шахт
Засоби інженерного забезпечення вентиляції шахт:
- вентиляторні установки,
- вентиляційні споруди шахт,
- вентиляційні регулятори,
- вентиляційні трубопроводи,
- гірничі виробки, які проходять спеціально з метою забезпечення вентиляції,
- засоби зниження аеродинамічного опору виробок і зменшення непродуктивних витоків повітря.

## Схеми вентиляції шахт

Схеми вентиляції шахт: а — центральна, б — флангова, в — дільнична

Основні схеми вентиляції шахт: центральна, флангова, комбінована.
При центральній схемі повітря надходить в шахту і виходить з неї через стовбури в центрі шахтного поля. Схема застосовується при обмежених розмірах шахтного поля за простяганням і відносно невеликій потужності шахти, веденні робіт на глибоких горизонтах; забезпечує швидке введення в дію головного вентилятора і створення наскрізного струменя при будівництві шахти; характеризується великою протяжністю шляху руху повітря, наявністю паралельних струменів свіжого і висхідного повітря, їх неодноразовими перетинами і, як наслідок, великими непродуктивними витоками і депресією шахти. Різновид центральної схеми — схема з центрально-віднесеним розташуванням вентиляційного стовбура.
При фланговій схемі вентиляції шахт повітря надходить в шахту через стовбур в центрі шахтного поля, виходить через стовбури (шурфи), розташовані на флангах. Схема застосовується на неглибоких шахтах, коли неможливо або недоцільно підтримувати єдиний вентиляційний горизонт; практично виключає зустрічний рух свіжого і вихідного струменів; довжина шляху руху повітря, непродуктивні його витоки (втрати) і депресія шахти менші, ніж при центральній схемі. Однак за цією схемою потрібно не менше трьох вентиляційних стовбурів і звичайно не менше двох вентиляторних установок; в період підготовки шахтного поля вентиляція шахти утруднена.
Різновиди флангової схеми: крилева — єдина виробка для вихідного струменя на все крило, групова — виробки для вихідного струменя забезпечують кожну групу дільниць крила, дільнична — виробки для вихідного струменя проходяться на кожній дільниці.

## Способи вентиляції шахт
Способи вентиляції шахт:
- всмоктувальний,
- нагнітальний,
- комбінований.

При всмоктувальному способі вентилятор видаляє повітря з шахти, створюючи в ній розрідження, в результаті чисте повітря через вентиляційні виробки всмоктується в шахту. При цьому можливо засмоктування повітря з поверхні через зони обвалення (при наявності тріщин, що досягають поверхні). Спосіб застосовується на вугільних шахтах з підвищеним газовиділенням та на рудних шахтах (до глиб. 1500 м).
При нагнітальному способі вентиляції шахт вентилятор нагнітає повітря з поверхні в шахту; застосовується на неглибоких шахтах, при невеликому газовиділенні і аеродинамічному опорі вентиляційної мережі, аеродинамічному зв'язку виробок з поверхнею через зони обвалення, фланговій схемі вентиляції шахт.
При комбінованому способі вентиляції шахт один вентилятор працює на нагнітання, інший — на всмоктування; застосовується при великому аеродинамічному опорі вентиляційної мережі шахти, розробці корисних копалин здатних до самозаймання (при аеродинамічному зв'язку виробок з поверхнею через зони обвалення) і фланговій схемі вентиляції.

## Розрахунок вентиляції шахт
Для розрахунку необхідних витрат повітря використовують повибійний, загальношахтний і статичний методи.

## Допустимі швидкості повітря
Допустимі швидкості повітря (в рудниковій вентиляції) — середні по площі перерізу виробки швидкості повітря, при яких встановлюється турбулентний режим вентиляційного потоку і забезпечуються комфортні умови праці. Поділяються на максимальні та мінімальні.
Швидкість повітря розраховується виходячи з комфортної температури для людини, яка дорівнює 20 °C.
- Мінімальна швидкість повітря у виробках має дорівнювати 0.25-1.5 м/с (залежить від температури, вологості, наявності транспортування вугілля та інтенсивності вантажопотоку).
- В очисних виробках не більше, ніж 4 м/с (в окремих випадках — до 6 м/с).
- У головних відкатних виробках та стовбурах, де відбувається спуск-підйом людей та вантажу — не більше 8 м/с.
- У всіх інших виробках — не більше 6 м/с.

Максимальна температура 26 °C.
Мінімальна температура 2 °C.

## Протипиловий вентиляційний режим
Умови провітрювання, що забезпечують у комплексі з іншими протипиловими інженерними заходами підтримання запиленості атмосфери в гірничих виробках у межах допустимих санітарних норм. П.в.р. визначається кількістю повітря, необхідною і достатньою для розрідження пилової хмари, і швидкістю її руху, що забезпечує винесення пилу, завислого у повітрі.